# ウェリントン・リージョナル・スタジアム
ウェリントン・リージョナル・スタジアム (Wellington Regional Stadium) は、ニュージーランド北島ウェリントンにある競技場。ネーミングライツにより、2020年からスカイ・スタジアム（Sky Stadium）と称する。丸い金属質の外観から、ケーキを焼くための金属型を意味する「Cake Tin」という愛称がつく。

## 概要
1999年に建設され2000年より利用が開始された、15,050平米 (m2)の競技場。それまでウェリントンの代表的な競技場として使用されたアスレチック・パークに代わる競技場として設立される。
座席数は34,500席。補助席を使用し最大40,000席まで拡張できる。ニュージーランドのプロサッカークラブ・ウェリントン・フェニックスFCの本拠地（トップチームはオーストラリアリーグ<Aリーグ>、リザーブリーグは2014年度からニュージーランド・フットボールチャンピオンシップにそれぞれ加盟）であり、ウェリントンラグビー協会 (エアニュージーランドカップ) 、スーパーラグビーハリケーンズ、ウェリントンクリケット協会所属のウェリントン・ファイヤーバードの本拠地である。ラグビー・ラグビーリーグ・クリケット・陸上競技・コンサート会場・各種催事会場としても利用される。
オーストラリア系の金融機関ウエストパック銀行グループが命名権を取得しているため、競技場名にウエストパックの名がついている。2001年 - 2002年シーズンまで、ウエストパック・トラスト・スタジアムと呼ばれその後ウエストパック・スタジアムへ変更された。2020年よりen:Sky (New Zealand)によりスカイ・スタジアムという名称となる。
ウェリントンのウォーターフロントに建設され交通の利便性を重視した競技場。ウェリントン駅に隣接しているため駅より直結した歩道が設計されている。
競技場内に、オタゴ大学スタジアムセンターが併設され、オタゴ大学医学部ウェリントンキャンパスとしても使用されている。

## ギャラリー

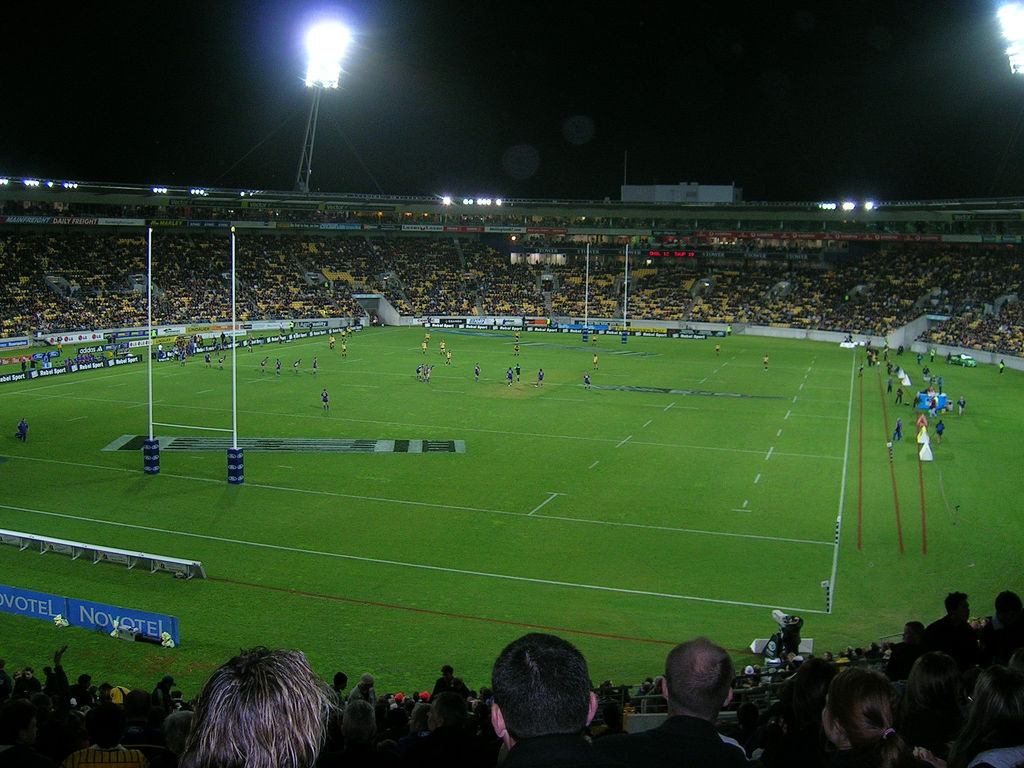
ウェリントン・リージョナル・スタジアム内部
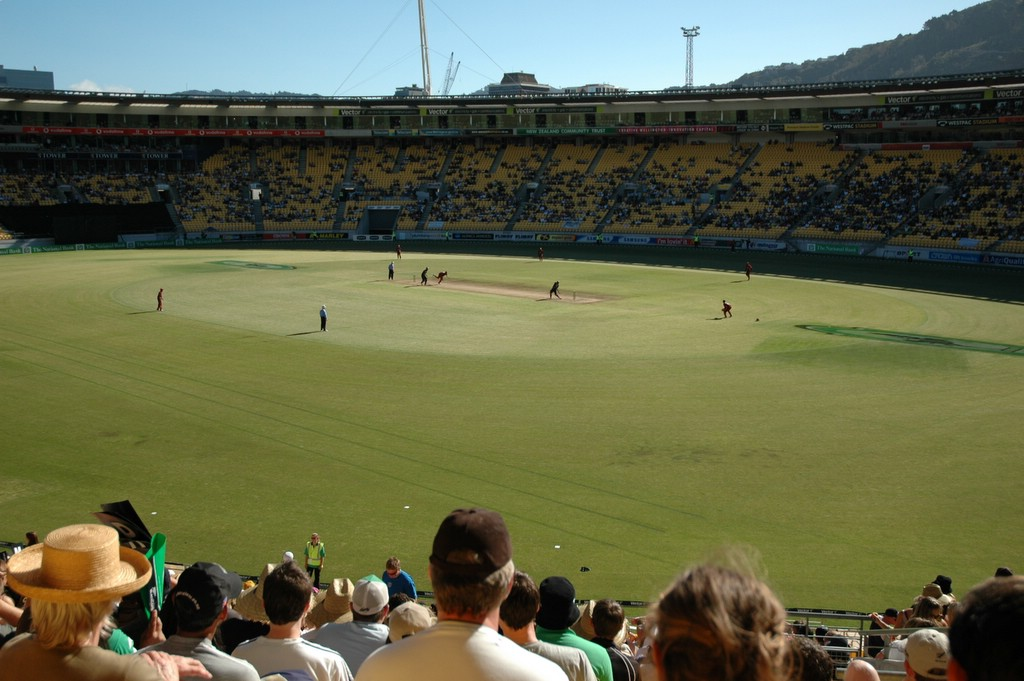
2008-09年に行われたクリケットニュージーランド代表の試合の様子
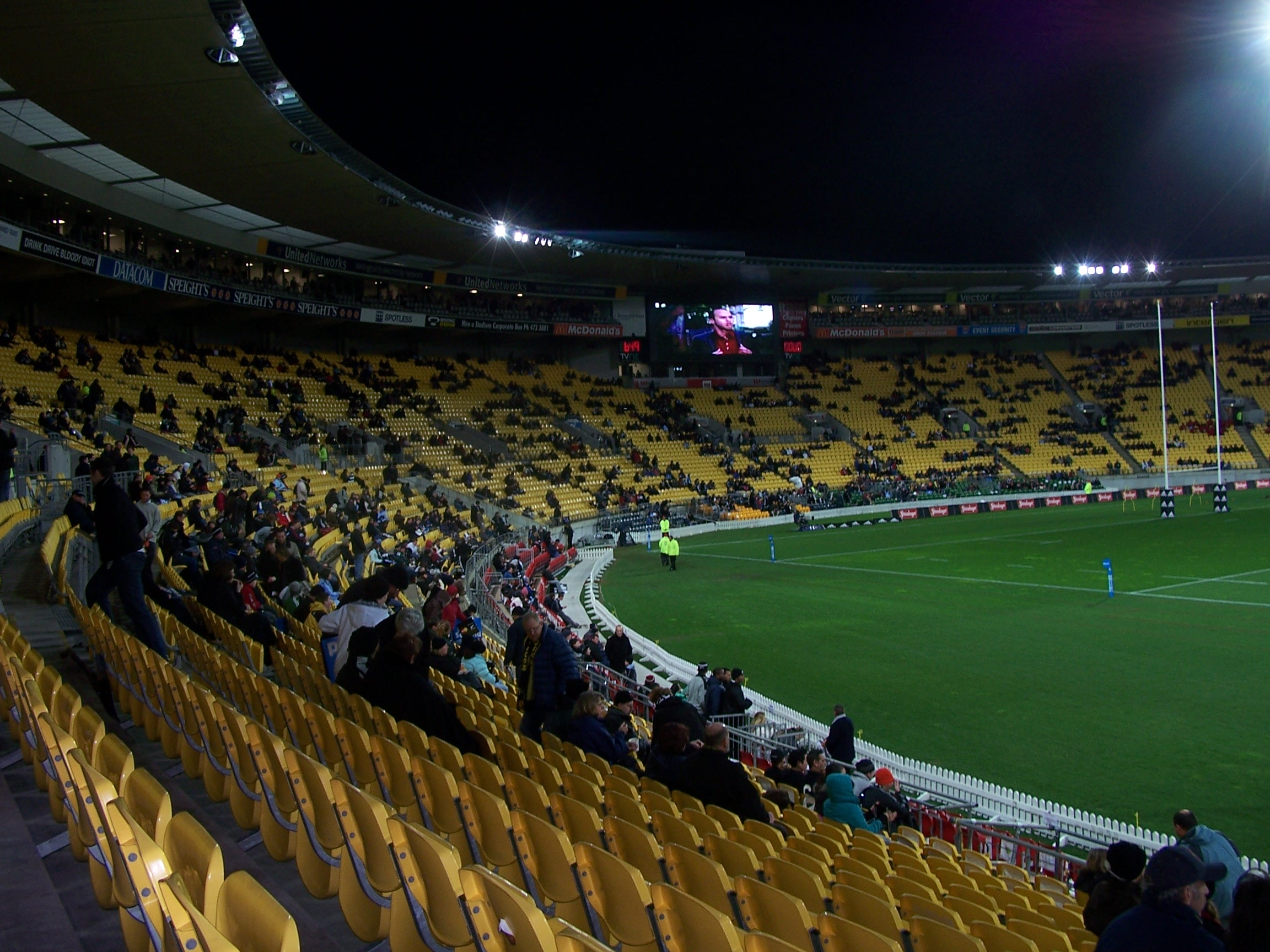
ラグビーの試合の様子
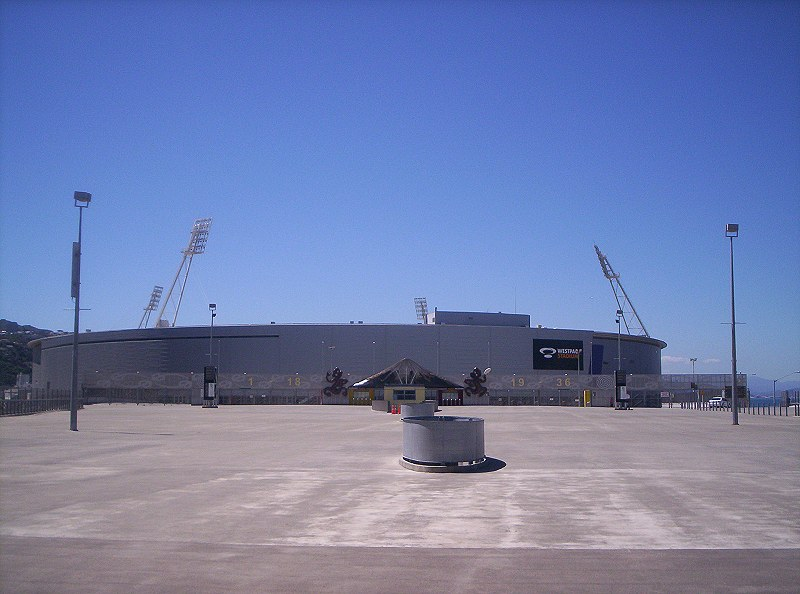
スタジアム入口の様子
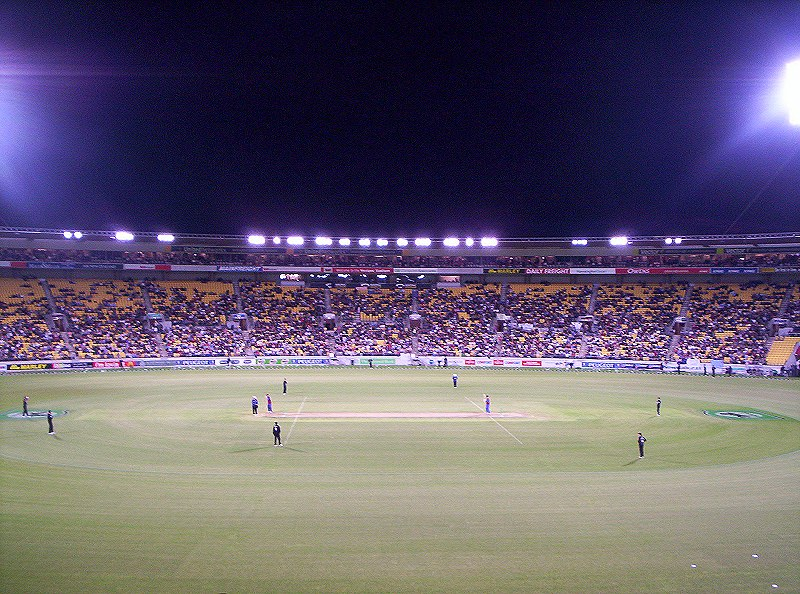
2005年1月に行われたクリケットの試合の様子
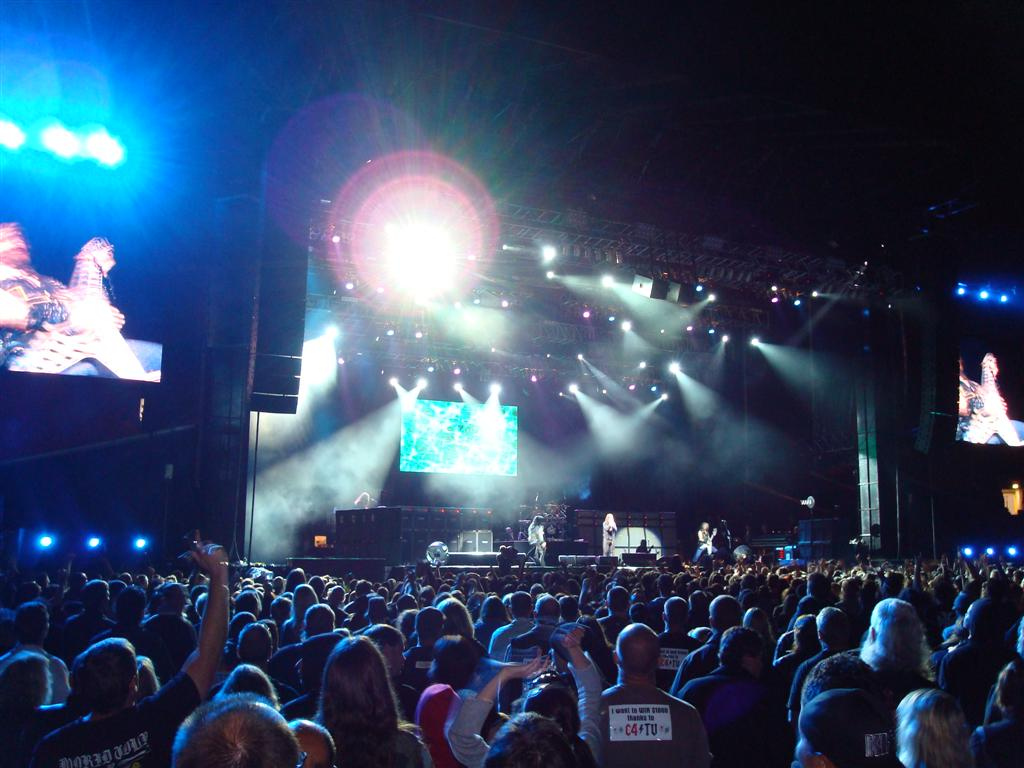
2008年のイースターに開催されたロックフェスティバルの様子